# Global Atmospheric Research Program
Le Global Atmospheric Research Program ou GARP (Programme mondial de recherche atmosphérique) est un programme de recherche météorologique qui se déroule de 1967 à 1982. Il est mis sur pied par l'Organisation météorologique mondiale et le Conseil international pour la science et dirigé par le météorologue américain Jule Gregory Charney. Plusieurs expériences à grande échelle comme Atlantic Tropical Experiment en 1974 et l'Alpine Experiment (ALPEX) en 1982 sont menées dans le cadre de ce programme en rassemblant des moyens considérables (40 navires, 13 avions et plus de 4 000 chercheurs). GARP fait progresser la prévision numérique du temps qui s'appuie sur une modélisation de la circulation atmosphérique pour calculer des prévisions météorologiques.